# Demografia das Ilhas Marianas do Norte

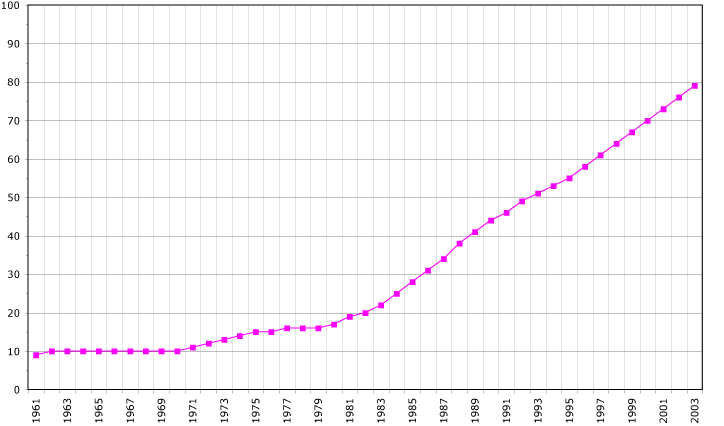
Demografia das Ilhas Marianas do Norte, segundo dados da FAO, ano 2005; Número de habitantes.

Estes são alguns dados demográficos segundo o CIA World Factbook.

## População
- 71.912 (julho de 2000 est.)
- homens: 34.684
- mulheres: 37.228

## Pirâmide etária
0-14 anos:
- 24% (homens 8.652; mulheres 8.377)

15-64 anos:
- 75% (homens 25.441; mulheres 28.233)

65 anos ou mais:
- 1% (homens 591; mulheres 618) (2000 est.)

## Taxa de crescimento da população
- 2,54% (2006 est.)

## Taxa de nascimentos
- 20,86 nascimentos/1000 habitantes (2000 est.)

Línguas: Inglês, chamorro e caroliniano (oficiais), tagalo e espanhol.
Religião: Catolicismo (maioria), protestantismo, budismo, xintoísmo e crenças indígenas.